# 남원시·임실군·남원군·순창군
남원시·임실군·남원군·순창군은 대한민국의 옛 국회의원 선거구이다. 당시 전라북도 남원시, 임실군, 남원군, 순창군 지역을 관할했다.

## 역사
1981년 7월, 남원군 남원읍이 남원시로 승격되었다. 이에 제12대 국회의원 선거를 앞두고 임실군·남원군·순창군 선거구가 남원시·임실군·남원군·순창군 선거구로 개편되었다.
제13대 국회의원 선거를 앞두고 남원시·남원군 선거구와 임실군·순창군 선거구로 분리되면서 폐지되었다.

## 역대 국회의원
| 선거   | 정당 | 정당       | 1위 의원 | 정당 | 정당       | 2위 의원 |
| ------ | ---- | ---------- | -------- | ---- | ---------- | -------- |
| 1985년 |      | 민주정의당 | 양창식   |      | 한국국민당 | 최용안   |

## 역대 선거 결과

### 대한민국 제12대 국회의원 선거
|  | 43.36% |

|  | 21.23% |

|  | 20.10% |

|  | 15.30% |